# Bedegkér
Bedegkér község Somogy vármegyében, a Tabi járásban.

## Fekvése
Bedegkér község a Balatontól mintegy 35 kilométerre fekszik. Zsáktelepülésnek tekinthető, mivel közúton csak Kánya felől közelíthető meg, az Iregszemcse-Tab közti 6509-es útból kiágazó 65 142-es számú mellékúton. Az út előbb Kér településrészre érkezik – ott ágazik ki belőle nyugat felé, Somogyegres irányában a 65 125-ös út –, majd dél felé továbbhaladva érhetjük el Bedeg településrészt.
A községet dombok övezik. Szép és nyugodt környezet, pihenésre és kirándulásra egyaránt alkalmas. A községhez tartozik két kieső rész is. Keleti oldalról a Mecsek - melynek saját kis kápolnája van -, nyugati oldalról Rózsás és Csaba veszi körül, melyhez közel van a Csörgő-patak.

## Története
Bedeg és Magyarkér (korábban Tótkér) 1939-es egyesítésekor jött létre a község.
Bedegnek már Szent István idejében épült temploma, amely évszázadokig megvolt. 1274-ben Pál veszprémi püspök rendelete Bedegi Genset visszahelyezte a nemesek közé. 1319-ben Károly Róbert király elrendelte, hogy a Tolna vármegyei szolgabírák vizsgálják ki Bedegi András panaszát Bogár István hatalmaskodásai miatt. 1320-ban Bedegi András valamint fiai István és Miklós a pécsváradi konvent előtt kiegyeztek Bogár Istvánnal. 1333 és 1335 között a papját Mihálynak hívták. Szőlője 1358-ban Rusateleke néven szerepelt a Héderváry oklevéltárban. 
1526 szeptemberében török rablócsapatok dúlták fel a vidéket.
Fénykorát az 1850-es években érte el. 1854. június 13-án a plébániát Liszt Ferenc unokatestvére, Veczkó Antal vette át. A finom ízlésű, igen művelt és lelkiismeretes pap minden tudását és kapcsolatát igénybe vette a községért. Átalakíttatta a templom belső terét, kiegészítette annak felszerelését és a ruházatot. Felújíttatta a plébánia épületét, megalapította a községi könyvtárat, és megszervezte annak működését. Az Esterházy családdal való kapcsolatát felhasználta község érdekében, szőlő-és szántóterületeket kért hívei számára. 1857-ben épült Bognár József és Kovács Ferenc áldozatkészségéből a mecseki kápolna, majd 1862-ben a temetői kálvária és 1864-ben a Szentháromság-szobor. A határban lévő fakereszteket áldozatkész hívők kőkeresztekre cserélték ki.
1945. február 5-én Somogyegres és Bedegkér határában kényszerleszállást hajtott végre egy amerikai, B-24 Liberator bombázó. A Ruthie the Raider a 464. Bomb Group 778. repülőszázadának a gépe volt. A legénység valamennyi tagja túlélte a kényszerleszállást.
1956. április-július havában lebontották a műszaki határzárakat, és mentesítik az aknáktól. A Szabad Európa Rádió propagandája felerősödik, a Dunántúlt léggömbökön szállított röpcédulákkal árasztják el.
November 3-án este falugyűlés volt Szálai korelnök vezetésével. Békés hangulata senki ellen nem irányult, mert a felszólalók békességre és nyugalomra intettek. A forradalom ideje alatt nem is történt személyi bántalmazás, csak a csillagokat és a parancsuralmi rendszer jelképeit távolították el.
1956. november 5. Kiküldött magyar katonák gyűjtik össze a lakossághoz került fegyvereket. Csizmadia Gábor vezetésével visszaáll a tanácsi irányítás.
1970. július 1-jével Bedegkért közigazgatásilag Kányához csatolták.
1990. szeptember 30. Az önkormányzati választásokkal megszűnik a tanácsrendszer. Polgármester: Ágyik Lajos, jegyző a nagy közigazgatási gyakorlattal rendelkező dr. Szabó Károly.

## Közélete

### Polgármesterei
- 1990–1994: Ágyik Lajos (Magyar Néppárt - Nemzeti Parasztpárt)[3]
- 1994–1998: Ágyik Lajos (független)[4]
- 1998–2002: Steinbacher Jenő (független)[5]
- 2002–2006: Steinbacher Jenő (független)[6]
- 2006–2010: Steinbacher Jenő (független)[7]
- 2010–2014: Steinbacher Jenő (független)[8]
- 2014–2019: Steinbacher Jenő (független)[9]
- 2019–2024: Steinbacher Jenő (független)[10]
- 2024– : Vati József (független)[1]

### Plébánosai
- Szokoly József (1738–1743)
- Czeffel György (1743–1745)
- Bernát János (1745–1748)
- Szigethy Imre (1748–1760)
- Ruszán József (1760–1777)
- Nagy János (1777–1822)
- Szücs József (1822–1847)
- Kálóczy Imre (1847–1854)
- Veczko Antal (1854–1869)
- Bohuniczky Béla (1869–1904)
- Heindl Vilmos (1904–1905)
- Francsics Pál (1905–1911)
- Varga Kálmán (1911–1922)
- Tóth Lajos (1922–1930)
- Bende József (1930–1956)
- Maricz Elemér (1956–1958)
- Kiss Gyula (1958–1964)
- Fried Vilmos (1964–1970)
- Serbán Valentin (2001–2017)
- Lovász Zsolt (2017–2023)
- Zab András Győző (2023–2024)
- Bodor Kornél (2024-)

## Népesség
A település népességének változása:
| Lakosok száma | 430  | 414  | 412  | 356  | 366  | 364  | 379  |
|               | 2013 | 2014 | 2015 | 2021 | 2022 | 2023 | 2024 |

A 2011-es népszámlálás során a lakosok 76,7%-a magyarnak, 1,4% németnek, 4,1% cigánynak, 0,2% szerbnek mondta magát (22,9% nem nyilatkozott; a kettős identitások miatt a végösszeg nagyobb lehet 100%-nál). A vallási megoszlás a következő volt: római katolikus 43,5%, református 5%, evangélikus 8,2%, felekezet nélküli 13,7% (29,3% nem nyilatkozott).
2022-ben a lakosság 76,8%-a vallotta magát magyarnak, 3,8% cigánynak, 2,5% németnek, 0,3% románnak, 1,6% egyéb, nem hazai nemzetiségűnek (20,8% nem nyilatkozott; a kettős identitások miatt a végösszeg nagyobb lehet 100%-nál). Vallásuk szerint 28,4% volt római katolikus, 3,8% evangélikus, 3,3% református, 0,3% ortodox, 0,3% egyéb keresztény, 2,2% egyéb katolikus, 25,1% felekezeten kívüli (36,6% nem válaszolt).

## Nevezetességei
- Szentháromság-templom,
- az evangélikus leányközösség temploma,
- tornacsarnok,
- Mecseki-kápolna,
- kőkereszt,
- Liszt Borbála (a világhírű művész, Liszt Ferenc nagynénje) síremléke